# The Gentleman's Magazine

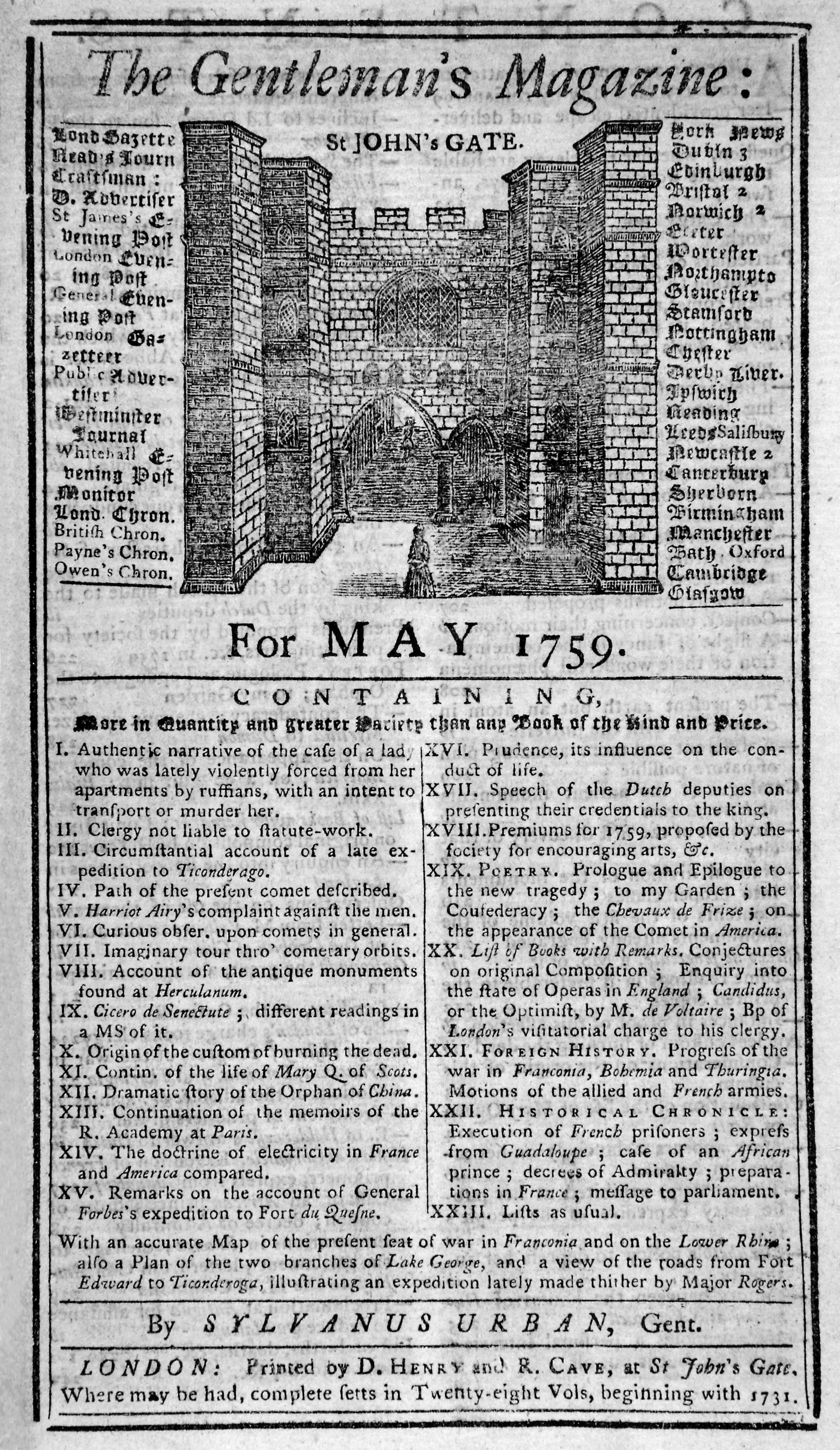
Voorpagina van een aflevering uit mei 1759

The Gentleman's Magazine (volledige oorspronkelijke titel: The Gentleman's Magazine: or, Trader's monthly intelligencer) was een Engels tijdschrift, opgericht door Edward Cave (1691-1754), de ondernemende zoon van een schoenlapper in Rugby, die later drukker werd in Londen. Hij begon het tijdschrift in 1731 onder de schrijversnaam Sylvanus Urban. Het blad kreeg direct in 1832  een tegenhanger: The London Magazine.

Het bevatte oorspronkelijk een algemeen nieuwsoverzicht en commentaren over uiteenlopende onderwerpen. Het kende vaste medewerkers, maar publiceerde ook citaten en samenvattingen van artikelen in andere tijdschriften en boeken. Cave was overigens de eerste die de Franse term 'magazine' (wat het gebruikelijke woord was voor 'magazijn' in de betekenis van opslagruimte) gebruikte voor een tijdschrift.
Vanaf januari 1739 bevatte het blad ook oorspronkelijk werk en begon Samuel Johnson regelmatig bijdragen te leveren. Diens inbreng beïnvloedde de aard van het blad, dat vanaf dat moment serieuzer van toon werd. Het bevatte parlementaire verslagen, kaarten en kritieken op het gebied van literatuur en muziek. Het tijdschrift bleef bestaan tot 1922.